# Diaconia Geral
A Diaconia Geral Shalom é a sede administrativa da Comunidade Católica Shalom, localizada em Aquiraz, Ceará, na rodovia CE-040, Km 16, a 27 km de Fortaleza. Iniciada em 2000 e em funcionamento desde 18 de agosto de 2008, abriga o Governo Geral da comunidade, que coordena atividades em 166 dioceses em 31 países. O complexo inclui a Igreja do Ressuscitado que Passou pela Cruz, inaugurada em 1º de novembro de 2024, a Capela do Esposo Eucarístico, um espaço para veneração de Nossa Senhora Aparecida, escritórios, residências comunitárias e um prédio em construção para famílias.

## História
A Diaconia Geral foi planejada para centralizar a administração da Comunidade Católica Shalom, fundada em 1982 por Moysés Azevedo em Fortaleza. O nome "Diaconia", derivado do grego "diakoneo" (serviço), foi sugerido em 2006 pelo cardeal Stanisław Ryłko, então presidente do Pontifício Conselho para os Leigos. A construção começou nos anos 2000, com funcionamento iniciado em 18 de agosto de 2008.
Em 2013, Dom Orani João Tempesta visitou a Diaconia para promover a Jornada Mundial da Juventude. Em 2018, celebrou 10 anos de funcionamento. Em 2019, Padre Marcelo Rossi celebrou uma missa na Capela do Esposo Eucarístico e transmitiu seu programa de rádio, enquanto Padre Paul Stapel, ligado à Fazenda da Esperança, visitou com um grupo alemão. Em 2020, seis membros testaram positivo para Covid-19, adotando-se quarentena e trabalho remoto. Em 2021, uma réplica de Nossa Senhora Aparecida foi entronizada. A Igreja do Ressuscitado foi inaugurada em 1º de novembro de 2024, presidida por Dom Gregório Paixão, com a presença do núncio apostólico, Dom Giambattista Diquattro.

## Composição
O complexo da Diaconia Geral ocupa uma área significativa em Aquiraz e é composto por várias edificações destinadas a funções administrativas e religiosas.

### Igreja do Ressuscitado que Passou pela Cruz
Com 2.216 m² e 26 metros de altura, a Igreja do Ressuscitado tem capacidade para 1.000 pessoas. Seu projeto combina formas circulares, quadradas e triangulares, simbolizando o divino, o humano e a Trindade. Inclui capelas do Santíssimo, da Reconciliação e da Virgem Maria.

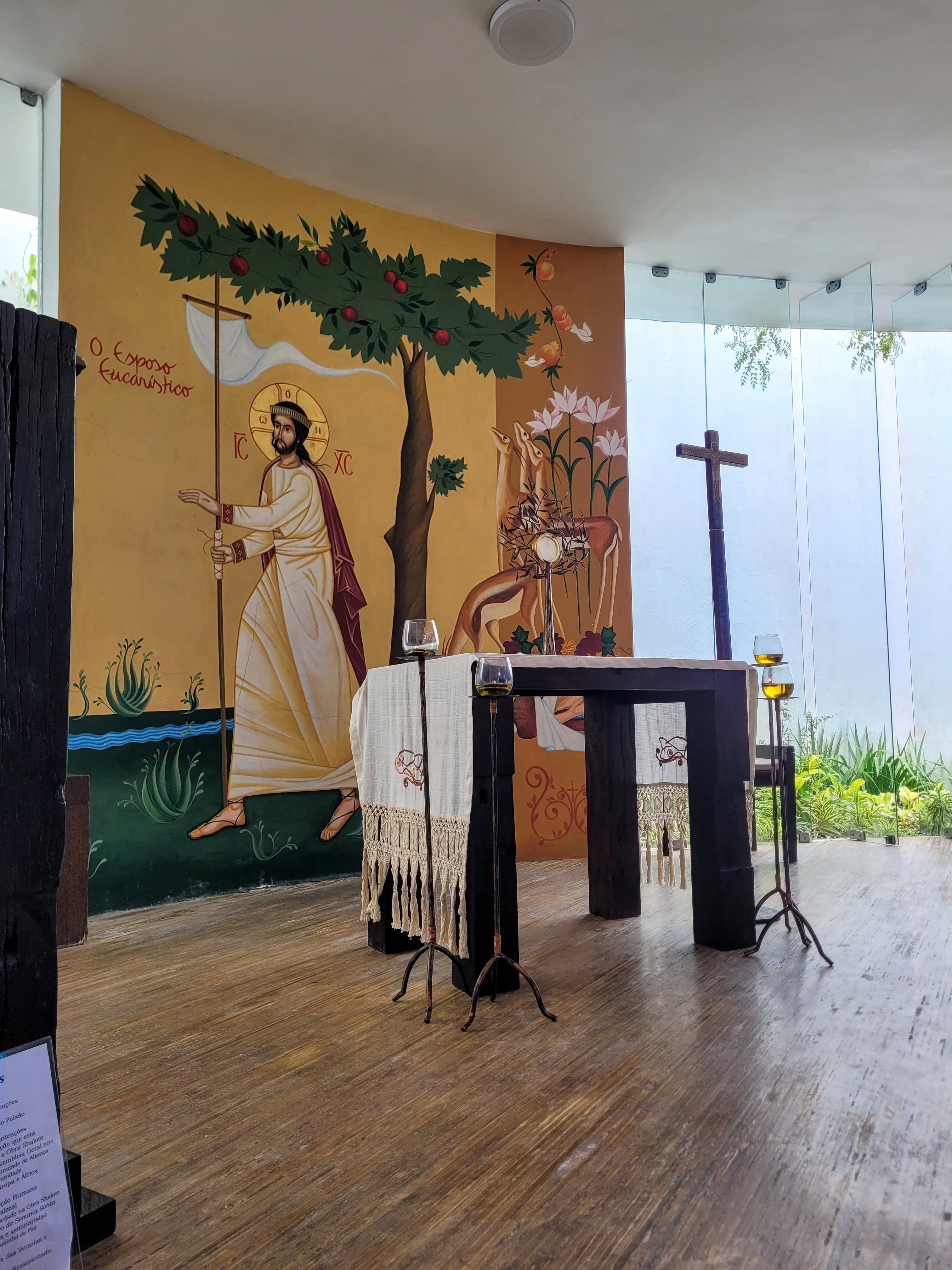
Capela da Diaconia Geral

### Capela do Esposo Eucarístico
Na praça central, a Capela do Esposo Eucarístico é dedicada à adoração eucarística. Seu painel central apresenta a Cruz, o Ressuscitado com chagas gloriosas e figuras como Maria e Teresa de Jesus, conforme a crença da Comunidade Shalom. O sacrário exibe símbolos trinitários: a mão (Pai), a pomba (Espírito Santo) e o Cordeiro (Filho).

### Espaço de Nossa Senhora Aparecida
Inaugurado em 6 de fevereiro de 2021, abriga uma réplica de Nossa Senhora Aparecida, doada pela Missão Shalom de Aparecida, destinada à oração e intercessão.

### Escritórios e Residências
Os escritórios abrigam secretarias, assessorias e setores ligados ao moderador geral, Moysés Azevedo, incluindo promoção humana, comunicação e artes. As residências acomodam missionários, incluindo Moysés Azevedo e Emmir Nogueira.

### Prédio das Famílias
Em construção, terá 16 apartamentos para casais missionários.

### Portal de Entrada e Fonte
O portal de entrada possui arcos remetendo ao primeiro Centro Católico de Evangelização Shalom. Uma fonte com conchas e uma piscina circular representa o batismo e o carisma Shalom, segundo a comunidade.

## Gestão
A Diaconia é administrada pela Comunidade Católica Shalom, sob liderança de Moysés Azevedo, com apoio do Conselho Geral e assistências como Apostólica e Missionária. Coordena missões globais e iniciativas como o Projeto Juventude para Jesus.

## Impacto
A Diaconia sedia eventos como o Encontro Geral da Obra. Visitas de autoridades reforçam sua relevância: Dom Orani João Tempesta (2013), Padre Marcelo Rossi e Padre Paul Stapel (2019), cardeal Kevin Farrell (2023), Dom Robert John Brennan e Dom Giambattista Diquattro (2024). Em 2018, celebrou 10 anos. A Igreja do Ressuscitado contribui para o turismo religioso no Ceará.
A comunidade realiza ações sociais, como o projeto Amigos dos Pobres.